# はい、泳げません
『はい、泳げません』（はい およげません）は、髙橋秀実によるエッセイ。水泳読本としては初の「泳げない」人による著作となっており、2005年6月に新潮社から刊行されたのち、2007年12月1日に文庫化された。
2022年6月に映画版が公開された。

## 収録内容
1. 水がこわくて仕方ない
2. 浮いてくる私
3. 水中で深呼吸
4. 泳いではいけない
5. 私ってきれい?
6. 何のために泳ぐのか?
7. 見てはならぬもの

## 書誌情報
- 髙橋秀実『はい、泳げません』
  - 単行本：2005年06月発売、新潮社、ISBN 4-10-473802-6
  - 文庫本：2007年12月1日発売、新潮文庫、ISBN 978-4-10-133551-3

## 映画
2022年6月10日に公開。監督・脚本は渡辺謙作、主演は長谷川博己。
息子を水難事故で失った大学教員の男が、水泳コーチの指導により立ち直ってゆくという独自のストーリーとなっている。

### 登場人物
小鳥遊雄司（たかなし ゆうじ）
演 - 長谷川博己
全く泳げないのに、堅苦しい言い訳ばかりする哲学者。
薄原静香（うすはら しずか）
演 - 綾瀬はるか
雄司に水泳を教えるコーチ。
笹木ひばり
演 - 伊佐山ひろ子
葦野敦子
演 - 広岡由里子
橘優子
演 - 占部房子
英舞
演 - 上原奈美
上記4名とも、水泳教室の生徒。
鴨下教授
演 - 小林薫
雄司が勤務する大学の心理学教授。
奈美恵
演 - 阿部純子
雄司の恋人。小学生の息子がいるシングルマザー。
美弥子（みやこ）
演 - 麻生久美子
雄司の前妻。

### スタッフ
- 原作：髙橋秀実『はい、泳げません』（新潮文庫刊）
- 監督・脚本：渡辺謙作
- 主題歌：Little Glee Monster「magic!」「生きなくちゃ」（Sony Music Labels Inc.）[7]
- 撮影：笠松則通
- 照明：水野研一
- 録音：柿澤潔
- 美術：渡辺大智
- 編集：日下部元孝
- 音楽：渡邊琢磨
- 衣装：立花文乃
- ヘアメイク：宮内三千代、澤田久美子、栗原里美
- 助監督：飯島将史
- 企画：孫家邦
- プロデューサー：有賀高俊
- 配給：東京テアトル、リトルモア
- 製作プロダクション：リトルモア
- 製作：「はい、泳げません」製作委員会（東京テアトル、U-NEXT、ホリプロ、ヒラタオフィス、リトルモア）